# Кириченко Василь Миколайович
Василь Миколайович Кириченко (рос. Василий Николаевич Кириченко; нар. 20 березня 1948, Веселий Орел, Кіровоградська область, УРСР) — радянський футболіст, виступав на позиції воротаря.

## Клубна кар'єра
Вихованець олександрійського футболу («Трудові Резерви» та групи підготовки «Шахтаря»). У дорослому футболці дебютував 1965 році в складі кіровоградської «Зірки». У 1966 році перейшов до київського «Динамо». Виступав переважно за дублюючий склад українського гранда. У першій команді був другим воротарем, після Євгена Рудакова. Дебютував у складі київського клубу 23 листопада 1967 року в нічийному (0:0) домашньому поєдинку 34-о туру групи 1 Класу А проти єреванського «Арарату». Василь вийшов на поле в стартовому складі, а на 87-й хвилині його замінив Євген Рудаков. У складі «Динамо» в чемпіонаті СРСР зіграв 4 матчі (2 пропущені м'ячі), ще 3 поєдинки (2 пропущені м'ячі) провів у кубку СРСР. 
У 1971 року перейшов до запорізького «Металурга». Дебютував у складі запорозького клубу 10 березня 1971 року в переможному (2:0) домашньому поєдинку 1/32 фіналу кубку СРСР проти ашгабатського «Копетдага». Кириченко вийшов у стартовому складі та відіграв увесь матч. У першій союзній лізі за «Металург» дебютував 1 серпня 1971 року в нічийному (1:1) виїзному поєдинку 24-го туру проти фрунзенської «Алги». Василь вийшов у стартовому складі та відіграв увесь матч. У складі запорізького клубу зіграв 4 матчі в чемпіонаті СРСР та 2 — у кубку.
Наступного сезону опинився в мінському «Динамо». Дебютував у складі мінського клубу 28 лютого 1972 року в нічийному (1:1) домашньому поєдинку 1/16 фіналу кубку СРСР проти карагандинського «Шахтаря». Василь вийшов на поле в стартовому складі та відіграв увесь матч. У складі білоруського клубу дебютував у радянській «вишці» 4 червня 1972 року в переможному (2:0) домашньому поєдинку 10-о туру проти санкт-петербурзького «Зеніту». Василь вийшов на поле в стартовому складі та відіграв увесь матч. У футболці мінських динамівців зіграв 18 матчів (16 пропущених м'ячів) у Вищій лізі та 1 поєдинок (1 пропущений м'яч) у кубку СРСР. У 1973 році виступав у сумському «Фрунзенцю».
Останнім клубом майстрів у кар'єрі Василя став івано-франківський «Спартак». У складі івано-франківського клубу дебютував 6 березня 1974 року в нічийному (1:1) виїзному поєдинку 1/32 фіналу кубку СРСР проти краснодарської «Кубані». Кириченко вийшов у стартовому складі та відіграв увесь матч. У першій лізі дебютував за «спартаківців» 11 квітня 1974 року в нічийному (1:1) домашньому поєдинку 1-о туру проти запорізького «Металурга». Василь вийшов на поле в стартовому складі та відіграв увесь матч. У першій союзній лізі зіграв 53 матчі, ще 5 поєдинків (6 пропущених м'ячів) провів у кубку СРСР. На аматорському рівні виступав також у київському «Сході».

## Досягнення

### Клубні
- Вища ліга чемпіонату СРСР
  -  Чемпіон (1): 1967

### Особисті
- Майстер спорту СРСР (1970)